# Přírodní rovnováha
Přírodní rovnováha je teorie, která tvrdí, že ekologické systémy jsou obvykle ve stabilní rovnováze (tzv. homeostáza, případně klimax).
Podle této teorie bude malá změna určitého parametru (například velikosti populace) korigována negativní zpětnou vazbou, která uvede parametr zpět do původního „bodu rovnováhy“ se zbytkem systému.
To může být případ vzájemně závislých populací, například systémů dravec/kořist, nebo vztahů mezi býložravci a jejich zdrojem potravy. Teorie je také někdy aplikována na vztah mezi ekosystémy Země, složením atmosféry a světovým počasím.
Příkladem teorie založené na přírodní rovnováze je teorie Gaia, která předpokládá, že zemské ekosystémy regulují životní podmínky na planetě tak, aby pro ně byly přijatelné.